# Jarred Vanderbilt
Jarred Vanderbilt (ur. 3 kwietnia 1999 w Houston) – amerykański koszykarz występujący na pozycji niskiego skrzydłowego, aktualnie zawodnik Los Angeles Lakers.

## Kariera sportowa
W 2017 wystąpił w meczach wschodzących gwiazd – Nike Hoop Summit, Jordan Brand Classic i McDonald’s All-American, a w 2015 – Nike The Trip.
5 lutego 2020 trafił w wyniku wymiany z udziałem czterech zespołów do Minnesoty Timberwolves. 15 września 2021 przedłużył umowę z klubem. 6 lipca 2022 dołączył do Utah Jazz w wyniku wymiany. 9 lutego 2023 został wytransferowany do Los Angeles Lakers.

## Osiągnięcia
Stan na 11 lutego 2023, na podstawie, o ile nie zaznaczono inaczej.
NCAA
- Uczestnik rozgrywek Sweet Sixteen turnieju NCAA (2018)
- Mistrz turnieju konferencji Southern (SEC – 2018)
- Najlepszy pierwszoroczny zawodnik tygodnia konferencji SEC (26.02.2018)

Reprezentacja
- Mistrz:
  - Ameryki U–16 (2015)
  - turnieju Adidas Nations (2016)
- Wicemistrz Nike Global Challenge (2015)
- Zaliczony do I składu turnieju Nike Global Challenge (2015)